# Хроновский, Иван Неронович
Иван Неронович Хроновский (28 апреля 1864, Лукашево, Минская губерния — 18 декабря 1921, Омск) — российский государственный и финансовый деятель, товарищ (заместитель) министра финансов Российского правительства.

## Семья
Родился 28 апреля 1864 в Лукашево, Минская губерния из потомственных дворян этой губернии. Родители неизвестны. Вырос сиротой у дедушки в имении Лукашево. После окончание университета женился на Марии Фёдоровне Тарусиновой. Имел трёх дочерей (Мария, Валерия, Лидия) и двух сыновей (Ростислав — умер в младенчестве, Владимир). Мария Фёдоровна имела дочь Екатерину от первого брака. После смерти Ивана Нероновича в 1921 году падчерица и старшие замужние дочери остались в России, а жена, сын и младшая дочь эмигрировали в Харбин, затем в Америку.

## Образование
Выпускник Императорского Санкт-Петербургского университета, окончил юридический факультет.

## Государственная служба
- Начал работу при казённой палате Санкт-Петербурга в 1890 г.
- Податный инспектор Копальско-Джаркентскаго участка Семиреченской области (1894—1896)
- Управляющий казённой палатой Томской губернии с 7 ноября 1897. Неоднократно управлял губернией в отсутствие губернатора. 27 апреля — 6 августа 1899 исполнял обязанности губернатора Томской губернии.
- Управляющий казённой палатой Самарской губернии с 29 мая 1904. Неоднократно управлял губернией в отсутствие губернатора
- Член-учредитель Самарской учёной архивной комиссии (1914)

## Гражданская служба
После окончания государственной службы занимал должность генерального директора отделения Русско-Азиатского банка в г. Самаре. С апреля по август 1917 являлся помощником Самарского губернского комиссара Временного правительства. С июля 1918 был членом временной Самарской торгово-промышленной палаты, управляющим Самарским отделением Петроградского международного банка.

## Гражданская война
С 3 декабря 1918 по 23 декабря 1919 занимал должность товарища министра финансов (заместитель министра финансов) в правительстве адмирала А. В. Колчака. Беспартийный.
Арестован сотрудниками Сибирского Ревкома в Иркутске. Заключён в тюрьме вместе с адмиралом Колчаком. После расстрела адмирала перемещён в Омск и там же осуждён в мае 1920. Чрезвычайным революционным трибуналом Сибири приговорён к 10 годам лишения свободы с применением принудительных (финансовых) работ. Скоропостижно умер от тифа 18 декабря 1921 г. Похоронен в Омске.

## Награды
- Награждён орден Св. Анны 2 и 3 степени и серебряной медалью Александрa III на красной ленте.